# Quadruplex-Telegrafie

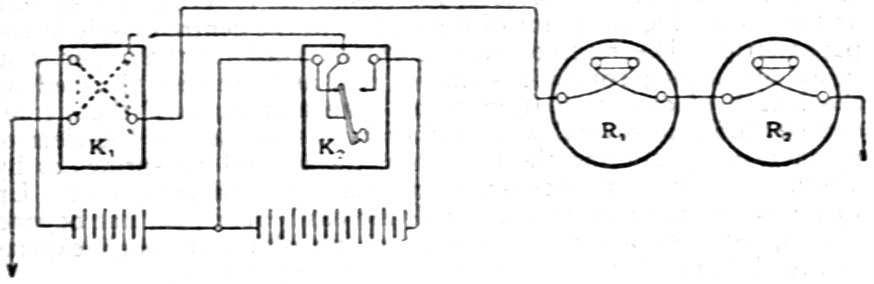
Prinzipschaltung zur Quadruplex-Telegrafie

Quadruplex-Telegrafie (von lateinisch quadruplex „vierfach“, englisch Quadruplex telegraphy) ist eine besondere Methode der kabelgebundenen elektrischen Telegrafie, bei der über ein einziges Kabel gleichzeitig vier unterschiedliche elektrische Signale übertragen werden können.
Das Verfahren wurde von Thomas Edison (1847–1931) erfunden und am 1. September 1874 von ihm zum Patent angemeldet.

## Hintergrund

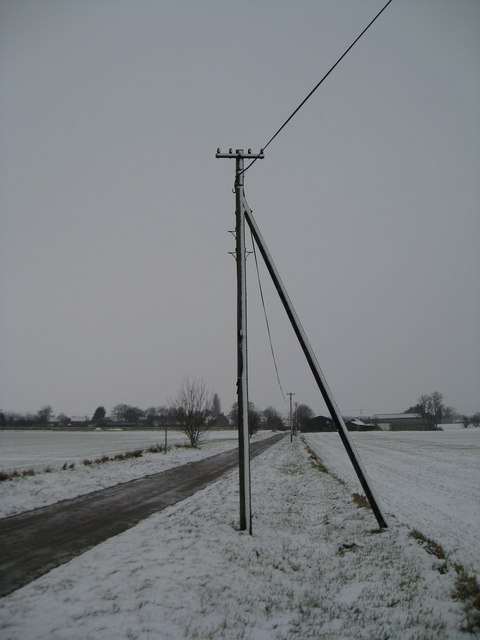
Einzelne Telegrafenleitung

Ursprünglich wurde über eine Telegrafenleitung zunächst nur ein Signal übertragen, und zwar in genau eine der beiden möglichen Richtungen. Dieser unidirektionale Betrieb wurde später als Simplex-Betrieb bezeichnet. Dabei wurde bereits die natürlich gegebene elektrische Leitfähigkeit des Erdbodens für die Rückleitung des elektrischen Stroms genutzt (siehe auch: Erdrückleitungs-Telegrafie). Ansonsten hätte man zwei Kabel benötigt, eins für die Hinleitung und das zweite für die Rückleitung.
Wollte nun der Empfänger an den bisherigen Sender eine Nachricht zurücksenden, so musste er warten, bis dieser die Übertragung beendet hatte und die Leitung „freigab“. Sobald das geschehen war, konnte er seinerseits Signale losschicken. Diese traditionelle Betriebsart, bei der Nachrichten abwechselnd, aber nicht gleichzeitig, in beide Richtungen fließen können, wird Wechselbetrieb genannt oder Halbduplex.
Schnell stieg der Bedarf an Kommunikationskanälen. Da jedoch die Errichtung weiterer (paralleler) Telegrafenkabel aufwendig und teuer war, suchte man nach alternativen technischen Lösungen. Im Jahr 1853 hatte der österreichische Physiker und Ingenieur Julius Wilhelm Gintl (1804–1883) bereits die Möglichkeit erkannt, auf einer einzigen Leitung Signale in beide Richtungen zugleich fließen zu lassen. Er erfand die „Gegen- und Doppelkorrespondenz auf demselben Draht“. Diese bidirektionale Methode wurde durch den US‑Amerikaner Joseph Stearns (1831–1895) zum Duplex-Verfahren weiterentwickelt.
Edison selbst hatte eine weitere Methode erfunden, die es ermöglichte, in eine Richtung statt nur einem einzigen Signal gleichzeitig zwei unabhängige Signale zu senden. Hierzu wurden polarisierte Relais verwendet. Diese zeichnen sich dadurch aus, dass sie auf unterschiedliche Weise auf elektrischen Strom reagieren, abhängig davon, in welche Richtung er fließt (positiv oder negativ). Hierdurch wurde ermöglicht, durch positive Impulse eine erstes Signal zu übertragen und durch negative Impulse ein zweites. Dies wird als Diplex-Methode bezeichnet.

## Quadruplex-Methode

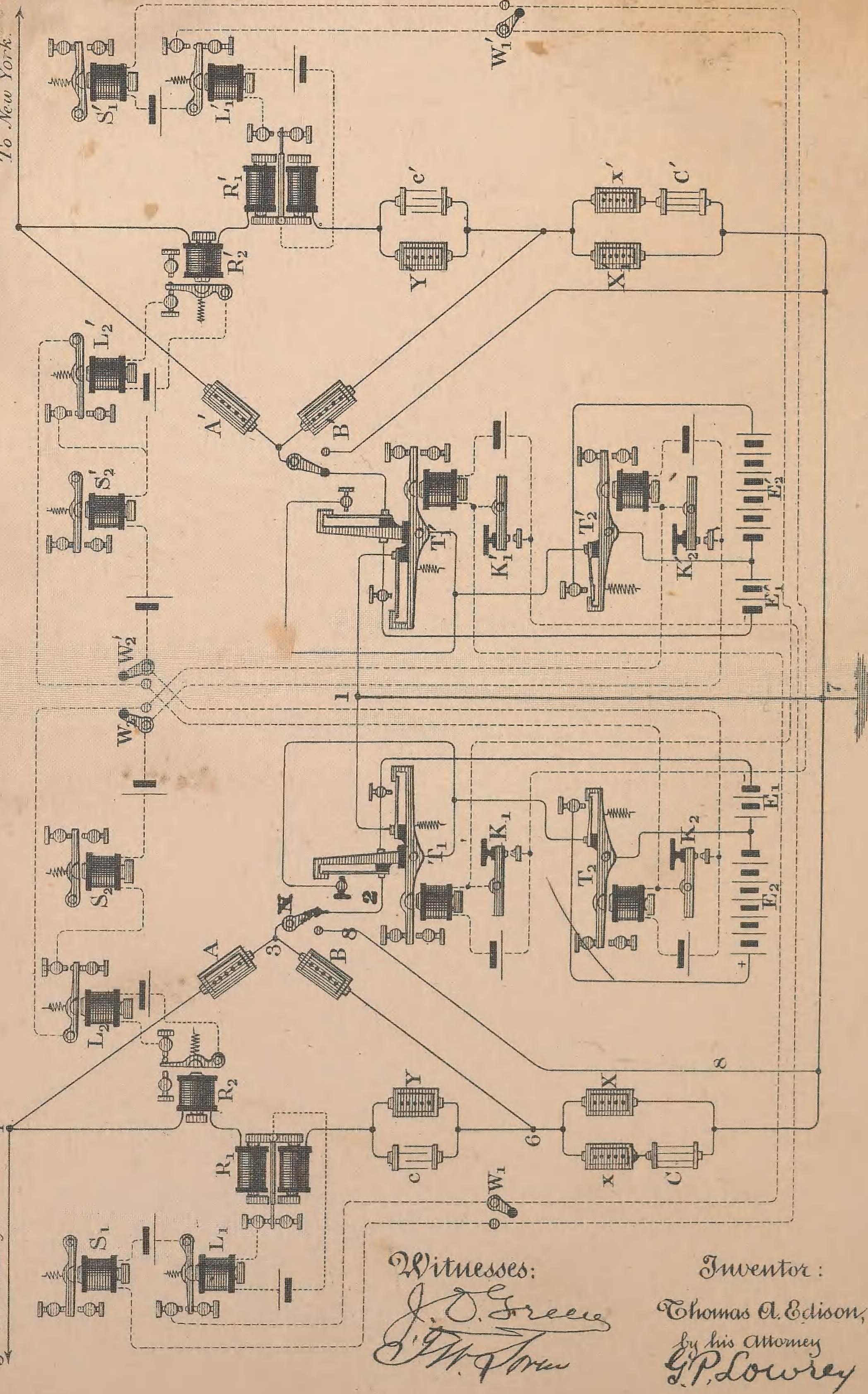
Stromlauf zur Quadruplex-Telegrafie aus einer späteren Patentschrift (23. September 1879)

Edisons neue Idee bestand darin, die Diplex-Methode und das Duplex-Verfahren miteinander zu kombinieren. Auf diese Weise schuf er die Möglichkeit, zwei unabhängige Signale in eine Richtung und zugleich zwei weitere ebenfalls unabhängige Signale in die andere Richtung zu übertragen. So konnte man über einen einzigen Telegrafendraht zeitgleich vier verschiedene Nachrichten senden – eine hochwillkommene, weil effiziente und kostengünstige Methode, die vorhandene Infrastruktur möglichst optimal zu nutzen.
Die Erfindung der Quadruplex-Telegrafie gilt als Edisons wichtigster Beitrag zum Telegrafenwesen. Sie ermöglichte der Telegrafengesellschaft Western Union erhebliche Kosteneinsparungen, da so die Anzahl der übertragbaren Telegramme verdoppelt werden konnte, ohne neue Leitungen verlegen zu müssen. Die Quadruplex-Telegrafie wurde bis ins 20. Jahrhundert hinein intensiv genutzt.